# HD 125721
HD 125721，又名CD-47 9082，SAO 224870、HR 5375，是一颗恒星，视星等为6.09，位于銀經318.2，銀緯11.83，其B1900.0坐标为赤經14h 16m 6.3s，赤緯-47° 11.83′ 46″。